# Pteropus lombocensis
Pteropus lombocensis är en däggdjursart som beskrevs av George Edward Dobson 1878. Pteropus lombocensis ingår i släktet Pteropus och familjen flyghundar. IUCN kategoriserar arten globalt som otillräckligt studerad.
Inga underarter finns listade i Catalogue of Life. Wilson & Reeder (2005) skiljer mellan tre underarter.
Denna flyghund förekommer på öar i Sydostasien och i den australiska regionen. Utbredningsområdet sträcker sig från Mataram till Timor. Arten vistas främst i tropiska skogar i låglandet och den uppsöker även fruktodlingar.